# Anna Laskowiczówna
Anna Laskowiczówna ps. „Iskra” (ur. 21 sierpnia 1926 w Wilnie, zm. 5 września 1944 w Warszawie) – łączniczka pocztu dowódcy batalionu AK „Kiliński”. Córka Witolda. Poległa 5 września w powstaniu warszawskim w Poczcie Głównej przy placu Napoleona (dziś Powstańców Warszawy). Pośmiertnie odznaczona 
Krzyżem Walecznych.